# Station Zuidbroek
Station Zuidbroek is het spoorwegstation van Zuidbroek. Het was ooit een niet onbelangrijk spoorknooppunt, waar de spoorlijn Harlingen - Nieuwe Schans (geopend op 1 mei 1868) kruiste met de spoorlijn Stadskanaal - Zuidbroek en de spoorlijn Zuidbroek - Delfzijl, onderdelen van de NOLS-lijn Zwolle – Delfzijl (geopend 1903-1910). Vanuit Zuidbroek kon men zo per trein naar alle windstreken reizen. Tegenwoordig is het een eenvoudige halte.
Het stationsgebouw uit 1865 is een vernieuwde uitvoering van het type derde klasse van de Standaardstations van de Staatsspoorwegen, dat ook nog in Meppel aanwezig is. Het gebouw is twee keer verbouwd. De eerste keer was circa 1910. Bij de tweede verbouwing, in 1958, is het gebouw fors verkleind: de beide zijvleugels en de bovenverdieping werden afgebroken. Tussen 2008 en 2011 werden deze delen herbouwd. In het gebouw is tegenwoordig het Noord-Nederlands Trein & Tram Museum gevestigd.
Na de buitengebruikstelling van het stationsgebouw door de Nederlandse Spoorwegen werd in augustus 2002 begonnen met het opknappen, waarbij het dak als eerste onder handen werd genomen.
Het Noord-Nederlands Trein & Tram Museum werd door Wilma Mansveld (staatssecretaris van Infrastructuur en Milieu) op 10 oktober 2014 geopend. Man van het eerste uur, bestuurslid en oprichter Rowin Penning werd tijdens deze happening Koninklijk onderscheiden.
Vermeldenswaardig is nog dat aan de zuidkant van het emplacement een authentieke goederenloods staat, waarvan niet veel bewaard gebleven is. Tevens vindt men aan de noordkant van het emplacement een voormalig stationskoffiehuis, momenteel in gebruik als Hotel Hulsebos.
Zuidbroek had aan de NOLS-lijn naar Delfzijl een tweede station, de stopplaats Zuidbroek dorp nabij Uiterburen.
In september/oktober 2020 werd, als onderdeel van de aanpassingen voor de sneltreinverbinding Groningen-Duitsland, het stationsgebied van Zuidbroek vernieuwd. De sporen 4 en 5 werden opgebroken en spoor 3 werd (naast een verlengd en verbreed middenperron) opnieuw aangelegd.

## Verbindingen
Station Zuidbroek heeft drie perronsporen waar de onderstaande stoptreinen stoppen.
| Serie            | Treinsoort         | Route                                                                           | Bijzonderheden |
| ---------------- | ------------------ | ------------------------------------------------------------------------------- | --- |
| 20100 RS 6 RB 57 | Stoptrein (Arriva) | Groningen – Zuidbroek – Bad Nieuweschans – Weener – ‒ Leer                      | Ook wel Wiederline genoemd. Vanwege brugschade geen treinverkeer mogelijk tussen Weener en Leer. Op dit traject rijdt lijnbus 620 van Weser-Ems Bus. Er rijden ook Arrivabussen tussen Groningen en Leer v.v. |
| 37500 RS 6       | Stoptrein (Arriva) | Groningen – Zuidbroek – Winschoten – Bad Nieuweschans                           | Rijdt alleen op zondag. |
| 37600 RS 4       | Stoptrein (Arriva) | Eemshaven – Roodeschool – Groningen – Zuidbroek – Winschoten – Bad Nieuweschans | Voor 6:30 uur en na 21:00 uur wordt niet gereden tussen Eemshaven en Roodeschool. Rijdt op zondag niet tussen Groningen en Bad Nieuweschans. Dit trajectdeel wordt dan gereden door treinserie 37500.         |
| 37800 RS 7       | Stoptrein (Arriva) | Delfzijl – Groningen – Zuidbroek – Veendam                                      | Op zondag wordt één keer per uur gereden tussen Groningen en Veendam. Tussen Delfzijl en Groningen rijdt dan stoptrein 37700.                                                                                 |

Op het baanvak Zuidbroek – Veendam hebben jarenlang alleen goederentreinen gereden, maar per 1 mei 2011 voert Arriva een halfuursdienst voor reizigersvervoer uit tussen Zuidbroek en Veendam. De treinserie vanuit Groningen die in dienstregelingsjaar 2010 in eerste instantie nog tot Zuidbroek reed, werd naar station Veendam doorgetrokken.

## Fotogalerij

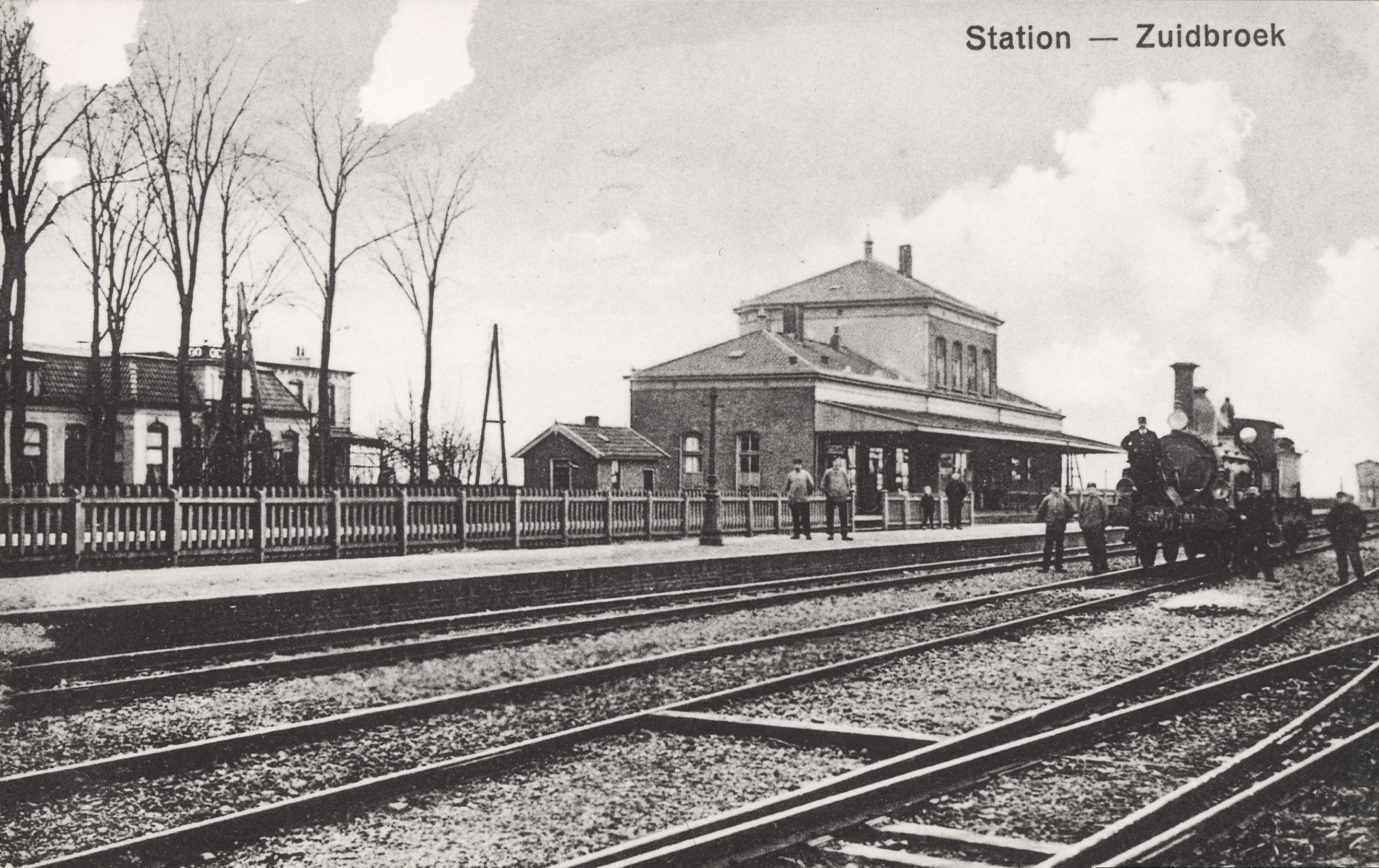
Het station rond 1905
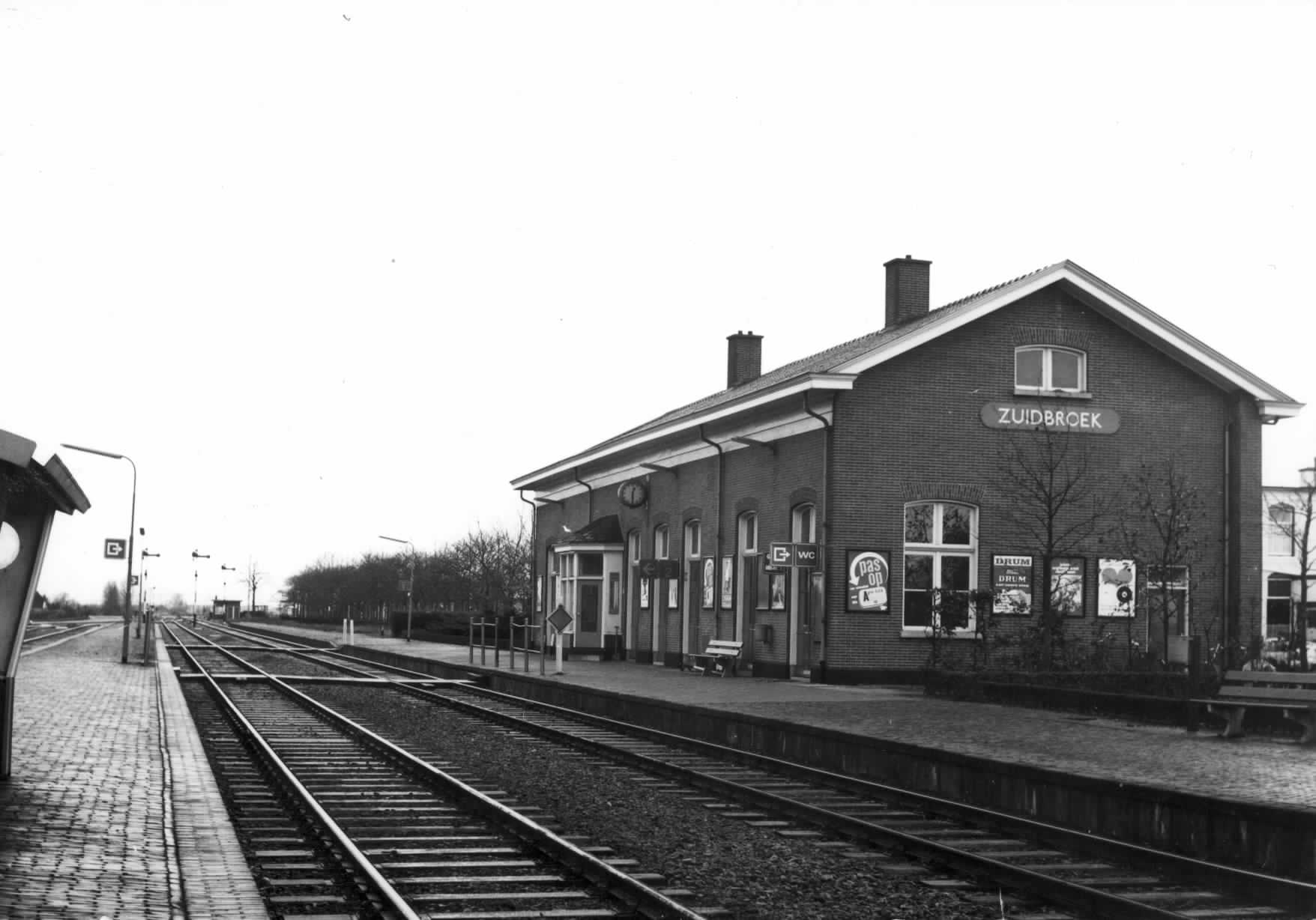
Het station in 1970
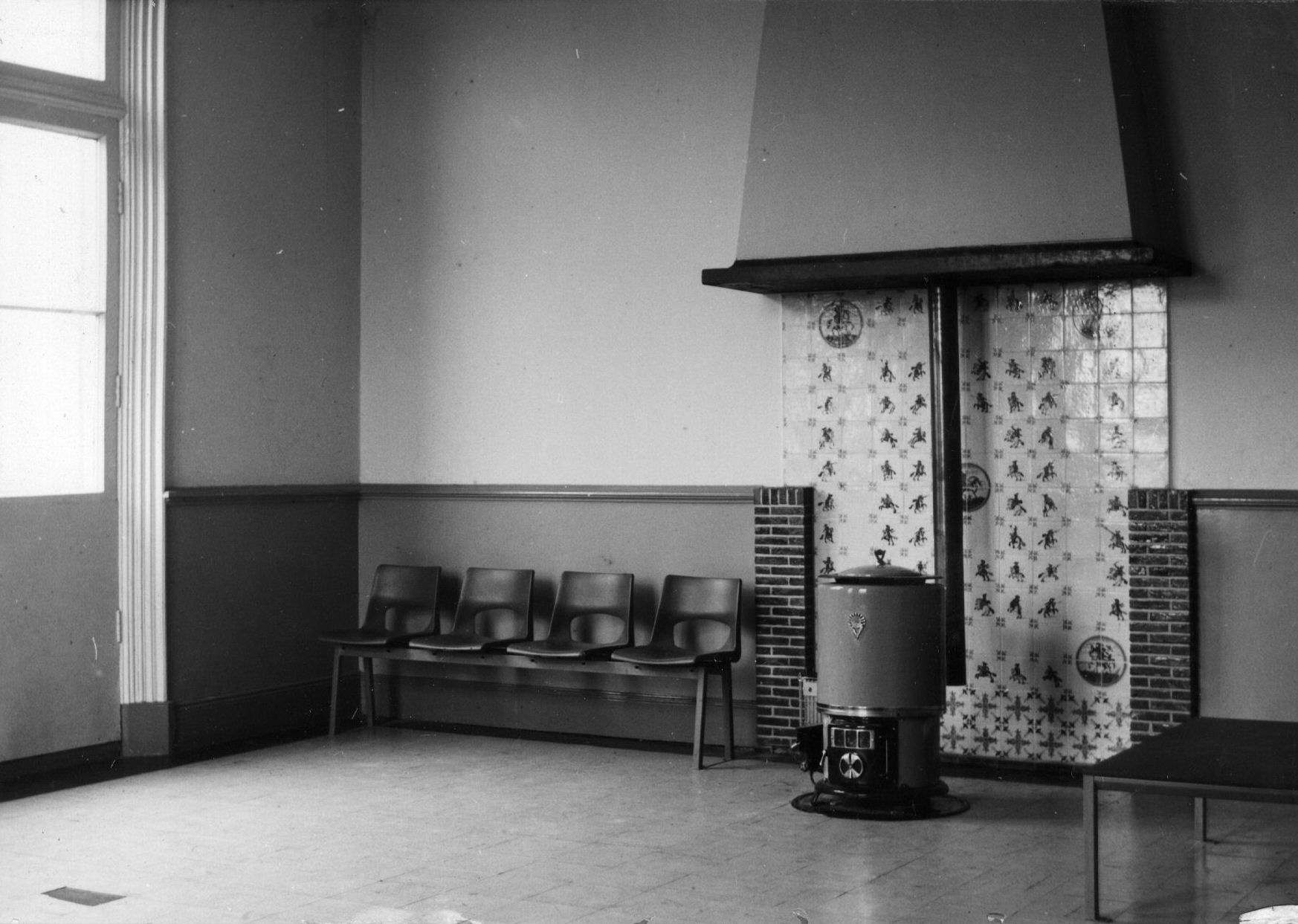
Interieur van het stationsgebouw
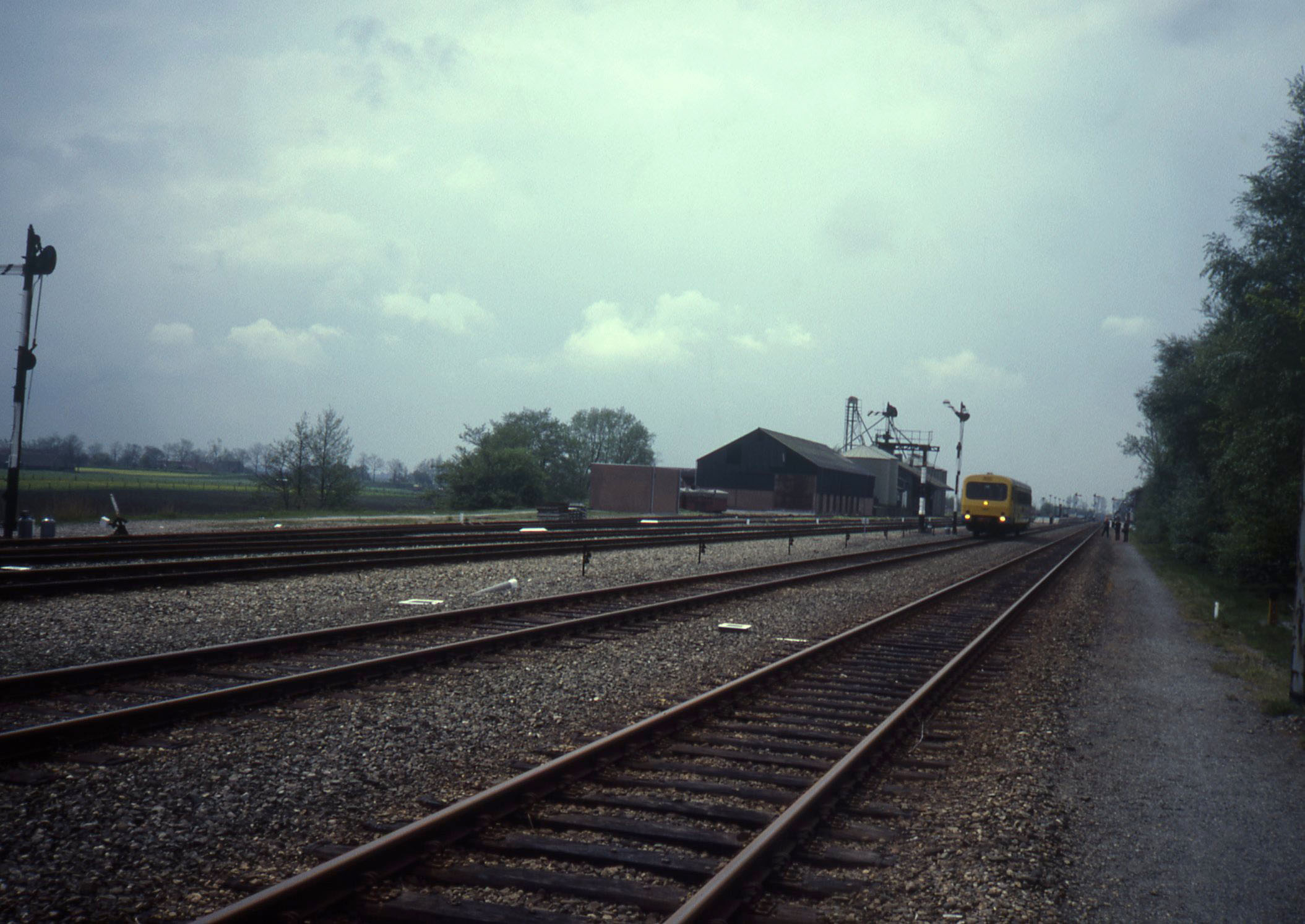
Wadloper vertrekt van het station (1987)
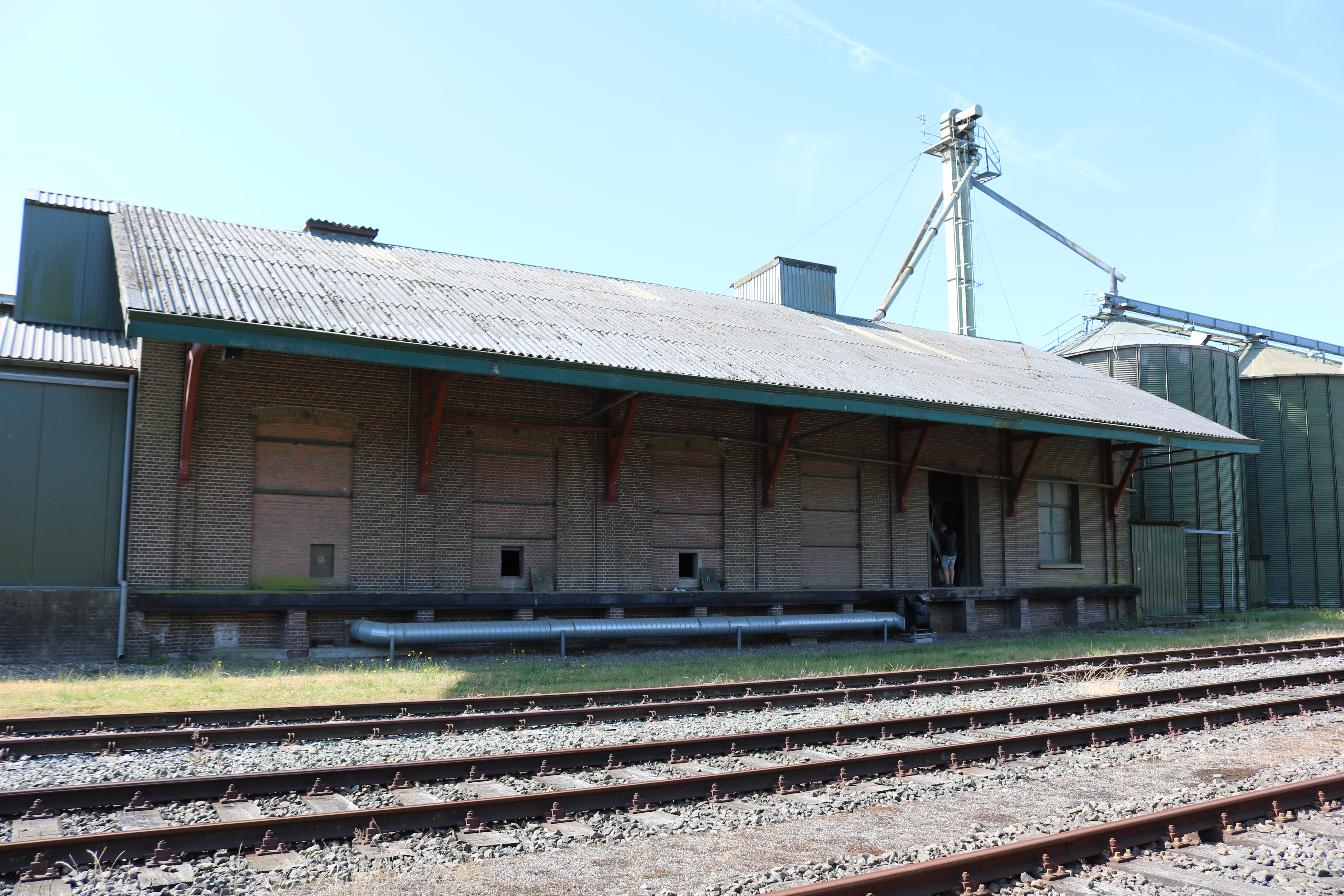
Originele goederenloods op station Zuidbroek
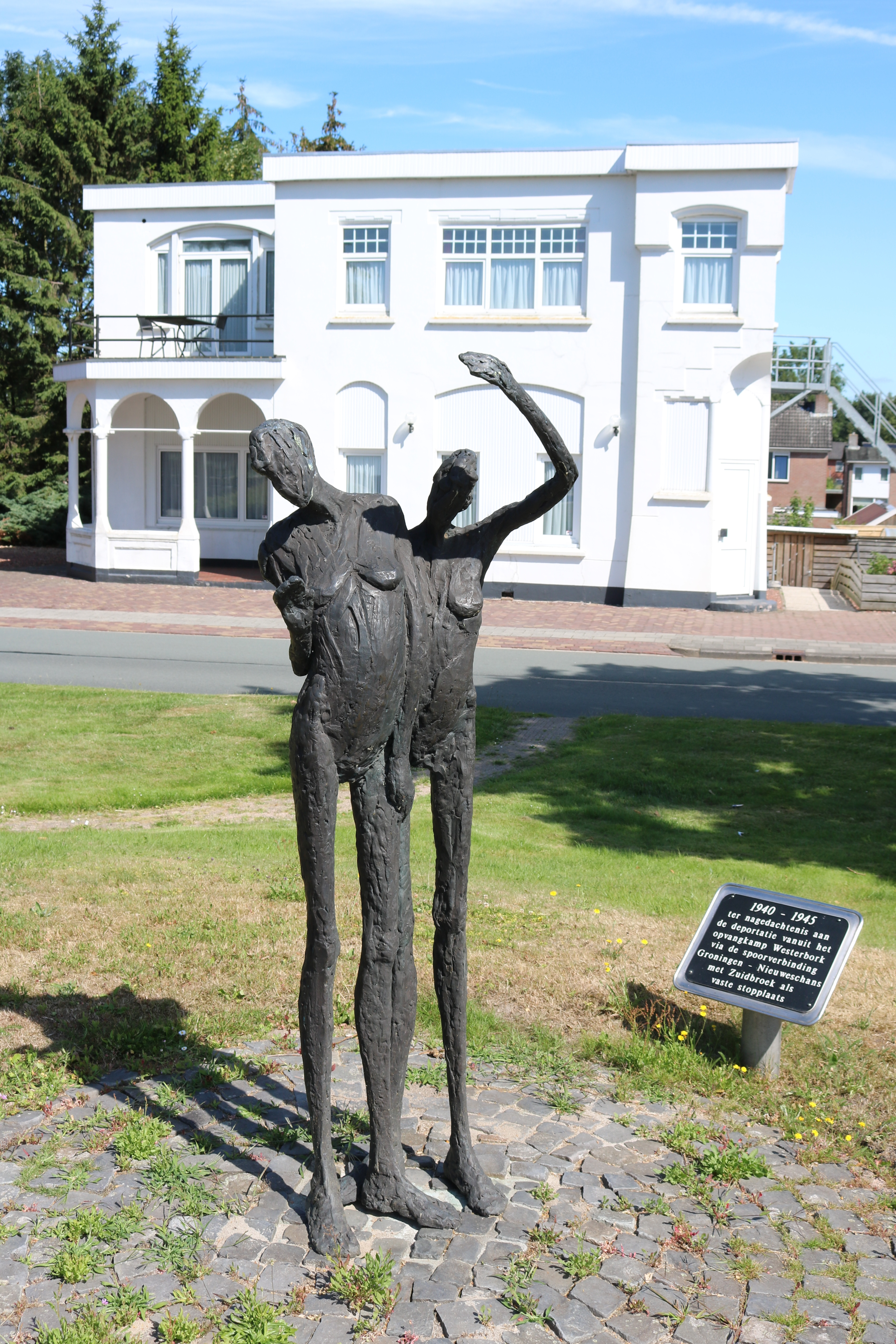
Monument voor de deportatietreinen die in de Tweede Wereldoorlog  langs Zuidbroek reden
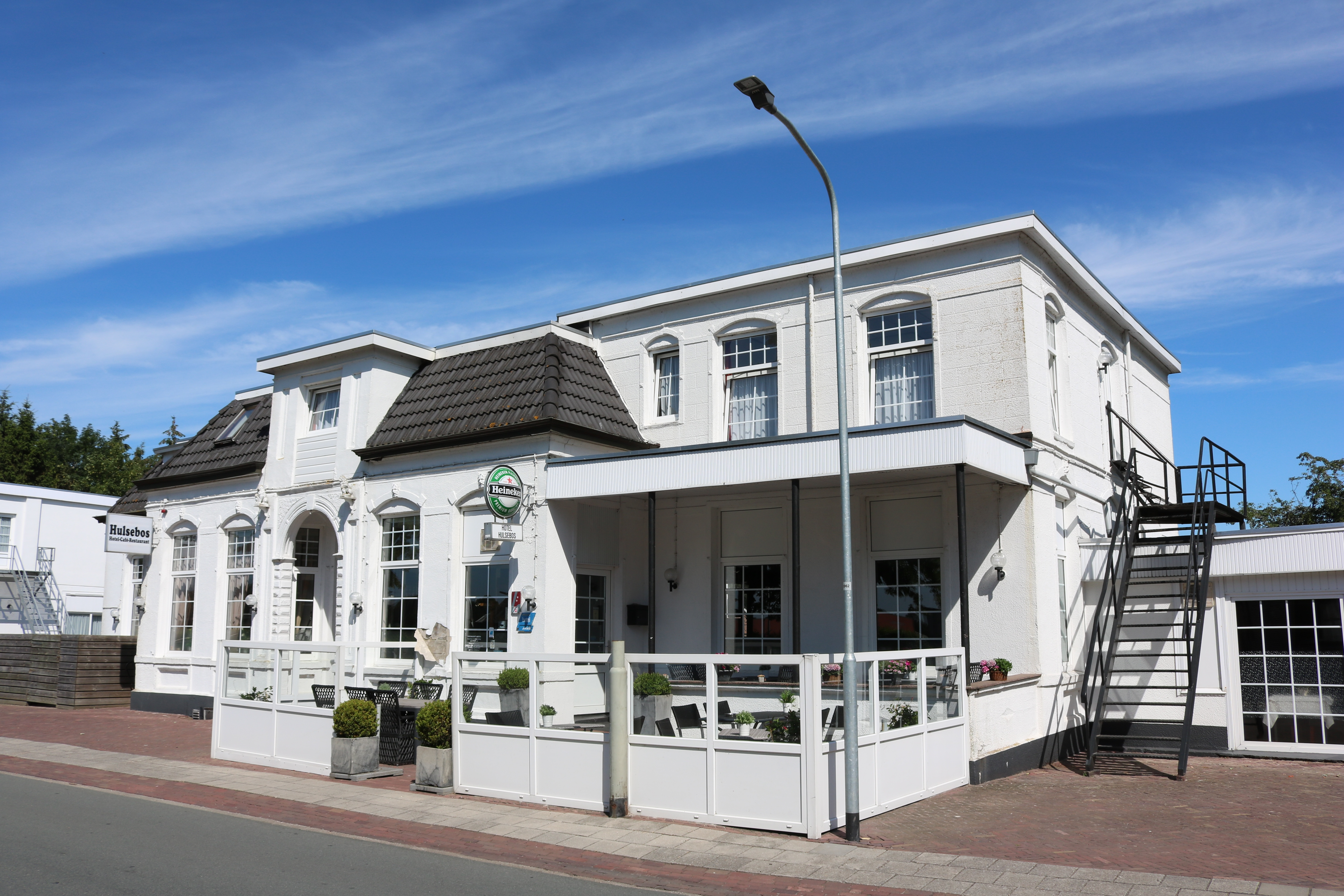
Het voormalige stationskoffiehuis van Zuidbroek, thans Hotel Hulsebos
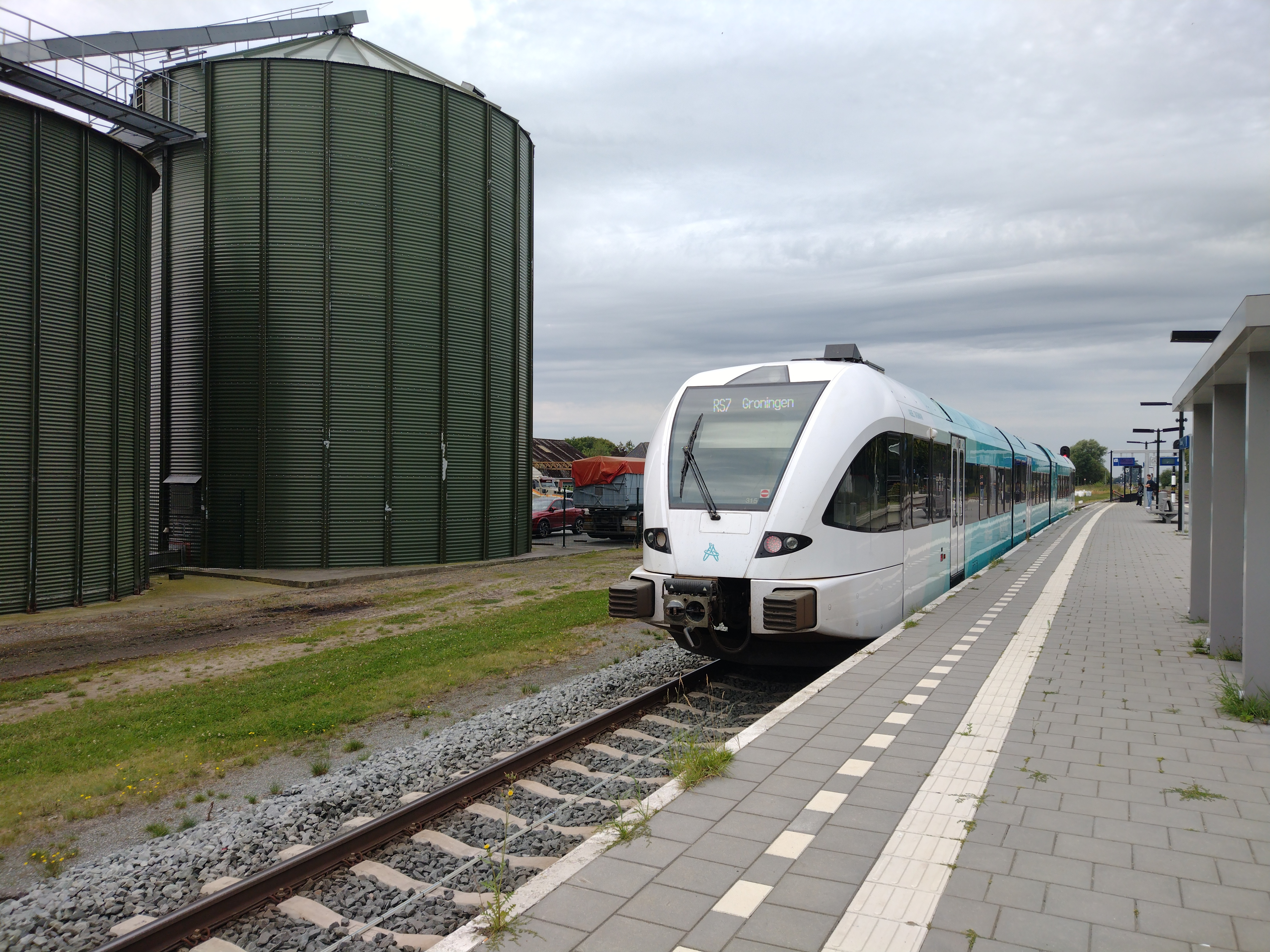
Arriva GTW op het station
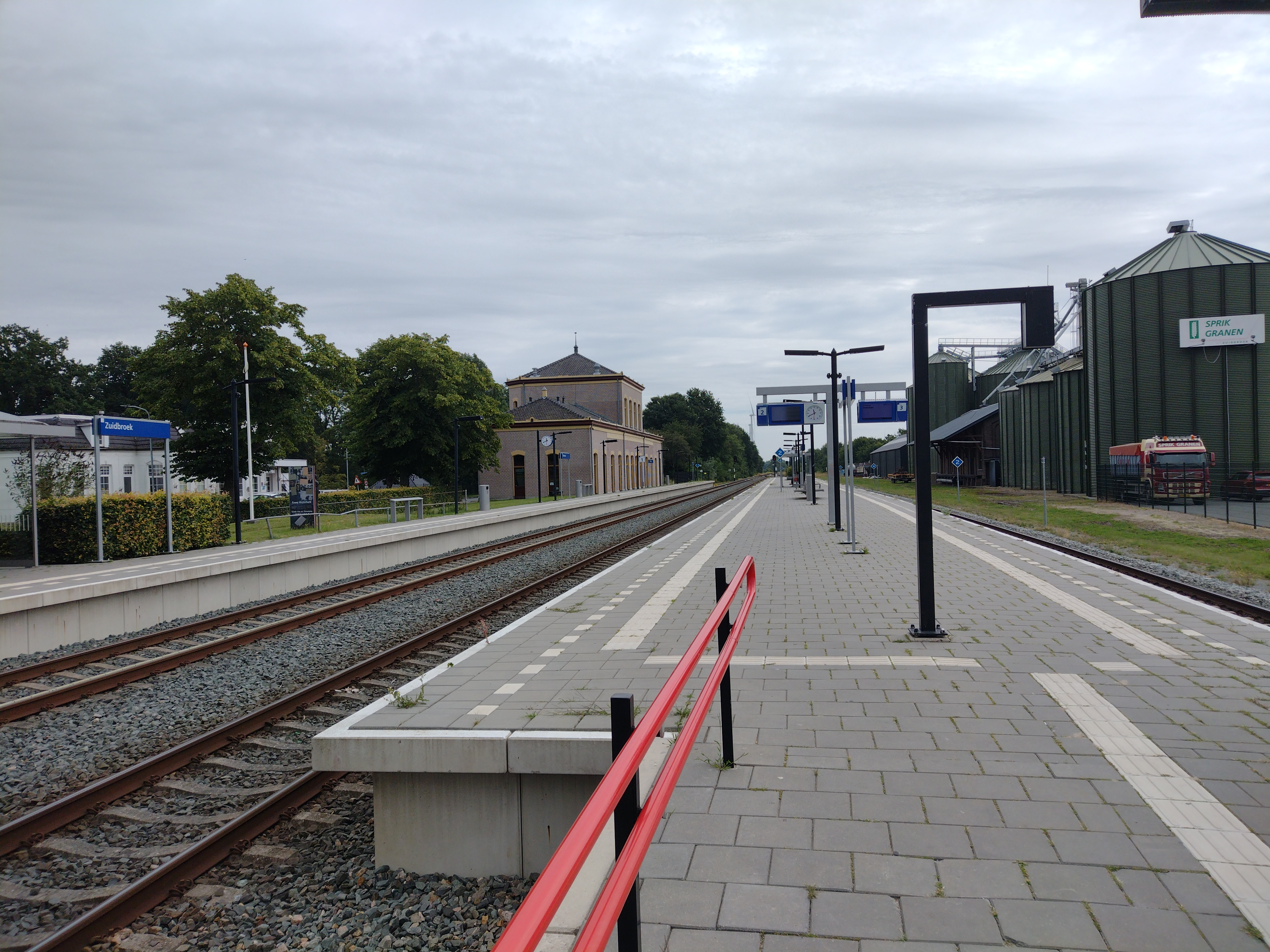
Perrons van het station (2024)
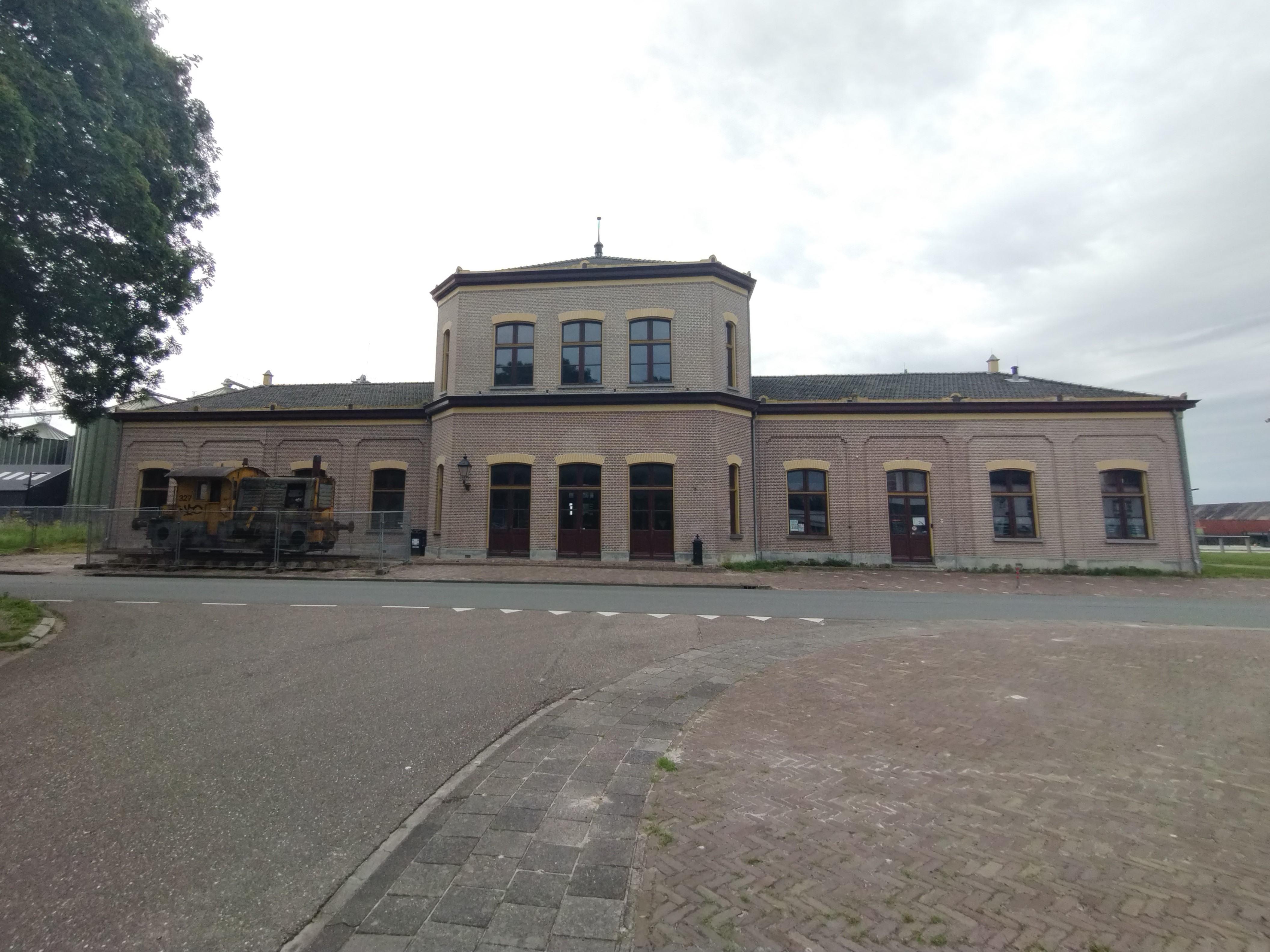
Het stationsgebouw